# Рудольф фон Церинген
Рудольф фон Церинген (1130-е, Балсарень, Каталония — 5 августа 1191, Хердерн) — архиепископ Майнца в 1160—1161 годах и князь-епископ Льежа. Сын Конрада Церингенского и Клеменции Намюрской.
После смерти Арнольда из Селенхофена жители Майнца избрали Рудольфа архиепископом, однако город был подвергнут имперской опале, и аристократия и духовенство бежали во Франкфурт-на-Майне, где переизбрали Кристиана фон Буха. Ни один из избранных архиепископов не был признан императором Фридрихом Барбароссой. В синоде Лоди оба архиепископа были отвергнуты, а Рудольф был отлучён от церкви.
В 1167 году, когда отлучение было снято, Рудольф стал епископом Льежа; должность эта была почти столь же светская, как и в Майнце. Будучи епископом, он поддерживал своего брата Бертольда IV, герцога Церингенского. 11 мая 1188 года во главе армии своего брата он присоединился к осаде Акры. Он умер на обратном пути из крестового похода в Хердерне в Фрайбурге-им-Брайсгау и был похоронен в монастыре Святого Петра в Шварцвальде.